# Phon (Phonetik)
In der Linguistik ist das Phon (auch: sprachlicher Laut, Sprachlaut) die kleinste unterscheidbare „Lauteinheit im Lautkontinuum“ – ein minimales Schallsegment, das noch als selbständig wahrgenommen wird. Es kann also als kleinste segmentelle phonetische Einheit der gesprochenen Sprache verstanden werden.

## Bedeutungen von „Phon“
Der Ausdruck „Phon“ an sich ist mehrdeutig. Er bezeichnet
- eine konkrete Lautäußerung: ein durch einen konkreten Sprecher verursachtes konkretes raumzeitliches Schallereignis.
- eine abstrakte Lauteinheit: ein abstraktes Schallmuster oder Schallform, mithin eine Lautform oder ein Allophon.

Bezüglich der Beschreibung der exakten akustischen oder physiologischen Natur eines Sprachlautes wird dieser – unabhängig seiner Bedeutung oder der Sprache – als Phon bezeichnet. Die Lehre von den Phonen ist die Phonetik.
Das Phon im Sinne einer abstrakten Lauteinheit ist empirisch nicht beobachtbar und wird jeweils durch eine empirisch wahrnehm- und messbare konkrete Lautäußerung realisiert.

## Phon und Phonem
Mitunter wird angenommen, der Ausdruck „Phon“ bezeichne im Rahmen der Phonetik spezifisch den konkret hörbaren und von einer bestimmten Person zu einem bestimmten Zeitpunkt hervorgebrachten Sprachlaut. Das Phon der Phonetik soll sich dann durch seine Situationsgebundenheit von dem abstrakten Phonem der Phonologie unterscheiden. Eine solche Interpretation wird dadurch nahegelegt, dass das Phon der Parole zugeordnet und der Langue entgegengesetzt wird, während der Gegenbegriff des Phonems als Bestandteil der Langue gilt. Dies ist jedoch nicht der Phonbegriff der Phonetik. Auch der Phonbegriff ist abstrakt. Denn „Laute werden in einer unendlichen Bandbreite von Variationen produziert“.
Wenn die Beschreibung von Sprachlauten auf eine einzige Sprache beschränkt ist, nennt man die von Personen, die diese Sprache beherrschen, unterschiedenen sprachlichen Laute Phoneme.
Jede Lautäußerung ist einmalig. Keine Lautäußerung ist mit einer anderen identisch. Dies ist bei menschlichen Lautäußerungen schon beim einzelnen Menschen häufig hör- und messbar (Variation nach Lautstärke, Betonung, Tonhöhe, je nach Situation, Müdigkeit, Erkältung, Pubertät) und im Vergleich zu anderen Menschen der Regelfall (Frau oder Mann, Kind oder Erwachsener, Bayer oder Friese). Der Schritt der Zuordnung eines Schallereignisses zu einem bestimmten Phon durch den Phonetiker ist „eine gehörige Abstraktionsleistung“. Das Phon ist „bereits eine erste Abstraktion vom konkreten Klangereignis“. Unter Phon im Sinne der Phonetik wird eine (abstrakte) „Klasse von Lauten mit identischen differenzierenden (distinktiven) Eigenschaften“ verstanden.
Phon und Phonem unterscheiden sich nicht durch Konkretheit einerseits und Abstraktheit andererseits, sondern darin, dass beim Begriff des Phons allein auf die Identifizierung und Zuordnung zu einer Lautklasse abgestellt wird, ohne dass danach gefragt wird, ob damit in einer konkreten Einzelsprache ein semantischer Bedeutungsunterschied verbunden ist.
Phone sind letztlich in universalsprachlicher Perspektive zu sehen. Es gibt nicht beliebig viele Phone, obwohl es beliebig viele konkrete raumzeitliche Lautäußerungen gibt. Die Begrenztheit des Phoninventars findet seinen Ausdruck in der Möglichkeit, dieses in Form eines „phonetischen Alphabets“ wie dem der International Phonetic Association (IPA) darzustellen. Die Eigenschaft eines Lauts, nur Phon und nicht auch Phonem zu sein, ist relativ zur Einzelsprache.
Beispiel 1Das Zungenspitzen-r [⁠r⁠] und das Zäpfchen-r [⁠ʁ⁠] sind (objektiv und sprachenübergreifend) zwei verschiedene Phone, führen jedoch im Deutschen zu keinem Bedeutungsunterschied. Im Deutschen realisieren diese beiden Phone (zusammen mit [⁠ʀ⁠]) daher nur ein Phonem und werden als Allophone im Phonem /⁠r⁠/ zusammengefasst.
Im Spanischen unterscheidet man jedoch zwischen zwei verschiedenen Phonemen /⁠ɾ⁠/ und /⁠r⁠/, die auch in der Schriftsprache getrennt sind. Dies kann zu Bedeutungsunterschieden führen, die in anderen Sprachen als Homophon angesehen werden würden.
Beispiel 2Im Japanischen sind die Phone [⁠l⁠] und [⁠r⁠] nicht bedeutungsunterscheidend und nur Allophone eines einzigen Phonems.
Das phonetische System beruht darauf, dass Phone (Laute) zwar „Atome sprachlicher Äußerungen“ genannt werden, dieses Bild der Unteilbarkeit aber nicht mit Unanalysierbarkeit verwechselt werden darf. Phone können im Rahmen der Phonetik anhand ihrer artikulatorischen und akustischen Eigenschaften (phonetische Merkmale) identifiziert und beschrieben werden. Die einzelnen Laute (Phone) sind ein Bündel von phonetischen Merkmalen. Analog sind die Phoneme einer Einzelsprache ein Bündel von „phonologischen Merkmalen“.
Das „entscheidende Merkmal“ des Phonems ist es, dass es in Wörtern einer konkreten Einzelsprache zu einem Bedeutungsunterschied führt. In der Phonetik fragt man hingegen nicht nach einer bedeutungsunterscheidenden Funktion in Bezug auf eine Einzelsprache. In dieser Perspektive ist ein Phon ein Phonem, wenn es in Wörtern einer Einzelsprache eine bedeutungsunterscheidende Funktion hat, d. h. aber auch, dass ein Phon in universalsprachlicher Perspektive ein potenzielles Phonem ist.
In der Phonologie werden die einzelsprachlich relevanten Phone als Phoneme untersucht, segmentiert und klassifiziert. Das einzelne Phon gilt dann als Realisierung eines Phonems: Es dient dazu, das Phonem in einer konkreten Äußerung „hörbar zu machen“. Solche Phone, die einem Phonem zugeordnet wurden, werden dann innerhalb der Phonologie als Allophone bezeichnet.
Mit gewissen Einschränkungen lässt sich das Verhältnis von Phonen und Phonemen vergleichen mit dem Verhältnis von folgendem Bild „Δ“ und der Kategorie „Dreieck“. Das Bild weist Eigenschaften wie Liniendicke, Material, Größe, Position auf und ist daher strenggenommen von diesem Bild „△“ verschieden. Beide Gebilde können jedoch der abstrakten Kategorie „Dreieck“ zugeordnet werden, wobei von den genannten Eigenschaften zur Bildung der Kategorie abstrahiert wurde. Genauso wenig wie man nun die Kategorie „Dreieck“, sondern immer nur ein konkretes Bild eines Dreiecks zeichnen kann, kann man kein Phonem aussprechen – äußerbar sind immer nur Phone.

## Einteilung
Grundsätzlich kann mit den menschlichen Artikulationsorganen eine immens große Anzahl an Lauten erzeugt werden; doch jede Einzelsprache beschränkt sich auf ein bestimmtes Lautinventar. Die in den Sprachen der Welt vorhandenen sprachlichen Laute werden insgesamt in Hinblick auf ihre Artikulation, insbesondere Artikulationsort und Artikulationsart, zu verschiedenen Lautgruppen zusammengefasst.
In der Linguistik werden Phone im Allgemeinen in eckige Klammern gesetzt und mit den Zeichen des Internationalen Phonetischen Alphabets geschrieben: [⁠f⁠], [⁠oː⁠], [⁠n⁠].